# Церква святого великомученика Димитрія (Колодіївка)
Церква святого великомученика Димитрія в Колодіївці — парафія і храм греко-католицької громади Підволочиського деканату Тернопільсько-Зборівської архієпархії Української греко-католицької церкви в селі Колодіївці Тернопільського району Тернопільської области.
Оголошена пам'яткою архітектури місцевого значення.

## Відомості
У 1845 році за рішенням Львівської митрополії до парафії села Колодіївка приєднали парафію села Панасівка.
У 1904 році митрополит Андрей Шептицький надав грамоту на будівництво нової церкви, яку звели всього за пів року. У 1909 році храм вперше розписали та встановили перший ярус іконостасу.

## Парохи
- о. Григорій Бошкевич (1832),
- о. Іван Хоміцький (1845),
- о. Хома Підсоцький (1848),
- о. Іван Кощевич (1888),
- о. Клим Слюзар (1892—1913),
- о. Венедикт Джигринюк,
- о. Йосип Грицай (1913—1914, 1919—1928),
- о. Володимир Побережний,
- о. Микола Гохлецький,
- о. Іван Цимбала,
- о. Михайло Дмитрик,
- о. Михайло Карпець (до 1984),
- о. Григорій Галайко,
- о. Ілля Довгошия (1993),
- о. Роман Планчак (до 2016)[3],
- о. Роман Джигринюк (з 2016)[3].